# Otto Koch
Otto Koch (Bensheim, 21 de dezembro de 1923 — 19 de abril de 2011) foi um físico alemão.